# Hugh Harman
Hugh Harman est un réalisateur, producteur, acteur et scénariste américain né le 31 août 1903 à Pagosa Springs, Colorado (États-Unis) et mort le 25 novembre 1982 à Chatsworth (États-Unis).
Il est le cofondateur du studio d'animation Harman-Ising Studio avec Rudolf Ising.

## Biographie
Il est engagé par Walt Disney en 1922 comme animateur dans le studio Laugh-O-Gram alors installé à Kansas City. Mais après la faillite du studio, Walt s'en va en Californie. Avec Alice's Wonderland, le dernier film produit par Laugh-O-Gram, Walt refonde un nouveau studio, les Disney Brothers Studios. Harman le rejoint alors et travaille sur la série Alice Comedies.
Il contribue comme animateur et chef animateur à la série Oswald le lapin chanceux ainsi qu'aux premiers épisodes de Mickey Mouse.
Après quelques années au sein du Disney Brothers Studios, Harman décide en 1928 de fonder avec Rudolf Ising son propre studio, le Harman-Ising Studio.

## Filmographie

### comme animateur
- 1922 : Jack and the Beanstalk
- 1922 : Goldie Locks and the Three Bears
- 1922 : Puss in Boots
- 1922 : Cinderella
- 1923 : Alice's Wonderland
- 1925 : Alice's Tin Pony
- 1925 : Alice Chops the Suey
- 1925 : Alice the Jail Bird
- 1925 : Alice Plays Cupid
- 1925 : Alice Rattled by Rats
- 1925 : Alice in the Jungle
- 1926 : Alice on the Farm
- 1926 : Alice's Balloon Race
- 1926 : Alice's Little Parade
- 1926 : Alice's Mysterious Mystery
- 1926 : Alice's Orphan
- 1926 : Alice Charms the Fish
- 1926 : Alice's Monkey Business
- 1926 : Alice in the Wooly West
- 1926 : Alice the Fire Fighter
- 1926 : Alice Cuts the Ice
- 1926 : Alice Helps the Romance
- 1926 : Alice's Spanish Guitar
- 1926 : Alice's Brown Derby
- 1926 : Alice the Lumberjack
- 1927 : Alice the Golf Bug
- 1927 : Alice Foils the Pirates
- 1927 : Alice at the Carnival
- 1927 : Alice at the Rodeo
- 1927 : Alice the Collegiate
- 1927 : Alice in the Alps
- 1927 : Alice's Auto Race
- 1927 : Alice's Circus Daze
- 1927 : Alice's Three Bad Eggs
- 1927 : Alice's Knaughty Knight
- 1927 : Alice's Picnic
- 1927 : Alice in the Klondike
- 1927 : Alice's Medicine Show
- 1927 : Alice the Whaler
- 1927 : Alice the Beach Nut
- 1927 : Alice in the Big League
- 1927 : All Wet
- 1928 : Plane Crazy
- 1933 : Alice in Wonderland de Norman Z. McLeod, séquence "The Walrus and the Carpenter"

### comme réalisateur
- 1928 : Panicky Pancakes
- 1928 : The South Pole Flight
- 1928 : Rocks and Socks
- 1929 : Bosko the Talk-Ink Kid
- 1930 : Sinkin' in the Bathtub
- 1930 : Congo Jazz
- 1930 : Hold Anything
- 1930 : Box Car Blues
- 1930 : The Booze Hangs High
- 1931 : Big Man from the North
- 1931 : Ain't Nature Grand!
- 1931 : Ups 'n Downs
- 1931 : Dumb Patrol
- 1931 : Yodeling Yokels
- 1931 : Bosko's Holiday
- 1931 : The Tree's Knees
- 1931 : Bosko Shipwrecked!
- 1931 : Bosko the Doughboy
- 1931 : Bosko's Fox Hunt
- 1932 : Bosko and Honey
- 1932 : Bosko at the Zoo
- 1932 : Battling Bosko
- 1932 : Big-Hearted Bosko
- 1932 : Bosko's Party
- 1932 : Goopy Geer
- 1932 : Bosko and Bruno
- 1932 : Bosko's Dog Race
- 1932 : Bosko at the Beach
- 1932 : Bosko the Lumberjack
- 1932 : Ride Him, Bosko!
- 1932 : Bosko the Drawback
- 1932 : Bosko's Dizzy Date
- 1932 : Bosko's Woodland Daze
- 1933 : The Shanty Where Santy Claus Lives
- 1933 : Bosko in Dutch
- 1933 : Bosko in Person
- 1933 : Bosko the Speed King
- 1933 : Bosko's Knight-Mare
- 1933 : Bosko the Sheep-Herder
- 1933 : Beau Bosko
- 1933 : Cubby's World Flight
- 1933 : Bosko's Picture Show
- 1933 : Bosko the Musketeer
- 1933 : Bosko's Mechanical Man
- 1934 : Tale of the Vienna Woods
- 1934 : Bosko's Parlor Pranks
- 1935 : Hey, Hey Fever
- 1935 : The Lost Chick
- 1935 : Poor Little Me
- 1935 : Good Little Monkeys
- 1935 : Run, Sheep, Run
- 1936 : Bottles
- 1936 : The Old Mill Pond
- 1936 : The Old House
- 1936 : To Spring
- 1937 : Circus Daze
- 1937 : Swing Wedding
- 1937 : Bosko's Easter Eggs
- 1937 : Little Ol' Bosko and the Pirates
- 1937 : Little ol' Bosko and the Cannibals
- 1938 : Little ol' Bosko in Bagdad
- 1938 : Pipe Dreams
- 1939 : Art Gallery
- 1939 : Goldilocks and the Three Bears
- 1939 : The Bookworm
- 1939 : Peace on Earth
- 1939 : The Blue Danube
- 1939 : The Mad Maestro
- 1940 : A Rainy Day with the Bear Family
- 1940 : Tom Turkey and His Harmonica Humdingers
- 1940 : The Bookworm Turns
- 1940 : Papa Gets the Bird
- 1940 : The Lonesome Stranger
- 1941 : Abdul the Bulbul Ameer
- 1941 : The Little Mole
- 1941 : The Alley Cat
- 1941 : The Field Mouse
- 1942 : The Hungry Wolf
- 1945 : Winky the Watchman
- 1946 : Private Snafu Presents Seaman Tarfu in the Navy
- 1946 : Easy Does It
- 1951 : Good Wrinkles

### comme producteur
- 1929 : Bosko the Talk-Ink Kid
- 1930 : Sinkin' in the Bathtub
- 1930 : Congo Jazz
- 1930 : Hold Anything
- 1930 : Box Car Blues
- 1930 : The Booze Hangs High
- 1931 : Big Man from the North
- 1931 : Ain't Nature Grand!
- 1931 : Ups 'n Downs
- 1931 : Dumb Patrol
- 1931 : Yodeling Yokels
- 1931 : Bosko's Holiday
- 1931 : The Tree's Knees
- 1931 : Bosko Shipwrecked!
- 1931 : Bosko the Doughboy
- 1931 : Bosko's Soda Fountain
- 1931 : Bosko's Fox Hunt
- 1932 : Bosko and Honey
- 1932 : Bosko at the Zoo
- 1932 : Battling Bosko
- 1932 : Big-Hearted Bosko
- 1932 : Bosko's Party
- 1932 : Bosko and Bruno
- 1932 : Bosko's Dog Race
- 1932 : Bosko at the Beach
- 1932 : Bosko's Store
- 1932 : Bosko the Lumberjack
- 1932 : Ride Him, Bosko!
- 1932 : Bosko the Drawback
- 1932 : Bosko's Dizzy Date
- 1932 : Bosko's Woodland Daze
- 1933 : Bosko in Dutch
- 1933 : Bosko in Person
- 1933 : Bosko the Speed King
- 1933 : Bosko's Knight-Mare
- 1933 : Bosko the Sheep-Herder
- 1933 : Beau Bosko
- 1933 : Bosko's Picture Show
- 1933 : Bosko the Musketeer
- 1933 : Bosko's Mechanical Man
- 1933 : Gay Gaucho
- 1934 : The Discontented Canary
- 1934 : The Old Pioneer
- 1934 : Tale of the Vienna Woods
- 1934 : Bosko's Parlor Pranks
- 1934 : Toyland Broadcast
- 1935 : Hey, Hey Fever
- 1935 : When the Cat's Away
- 1935 : The Calico Dragon
- 1935 : The Chinese Nightingale
- 1935 : Poor Little Me
- 1935 : Good Little Monkeys
- 1935 : Barnyard Babies
- 1935 : The Old Plantation
- 1935 : Honeyland
- 1935 : Alias St. Nick
- 1935 : Run, Sheep, Run
- 1936 : Bottles
- 1936 : The Early Bird and the Worm
- 1936 : The Old Mill Pond
- 1936 : Two Little Pups
- 1936 : The Old House
- 1936 : The Pups' Picnic
- 1936 : To Spring
- 1936 : Little Cheeser
- 1936 : The Pups' Christmas
- 1937 : Circus Daze
- 1937 : Swing Wedding
- 1937 : Bosko's Easter Eggs
- 1937 : Little Ol' Bosko and the Pirates
- 1937 : The Hound and the Rabbit
- 1937 : The Wayward Pups
- 1937 : Little ol' Bosko and the Cannibals
- 1937 : Little Buck Cheeser
- 1938 : Little ol' Bosko in Bagdad
- 1938 : Pipe Dreams
- 1938 : The Little Bantamweight
- 1939 : Peace on Earth
- 1945 : Winky the Watchman

### comme acteur
- 1923 : Alice's Wonderland
- 1932 : Ride Him, Bosko! : Cartoonist